# 주홍콩 타이베이 경제문화판사처
주홍콩 타이베이 경제문화판사처(중국어: 駐香港臺北經濟文化辦事處, 영어: Taipei Economic and Cultural Office in Hong Kong) 또는 대륙위원회 홍콩 판사처(중국어: 大陸委員會香港辦事處)는 중화민국(타이완) 정부가 홍콩에 설치한 재외공관이다. 타이완과 홍콩 간의 관계에 관한 업무를 관할하며 대륙위원회에서 운영한다.

## 역사
주홍콩 타이베이 경제문화판사처는 영국령 홍콩 시기인 1966년에 중화여행사(중국어: 中華旅行社, 영어: Chung Hwa Travel Service)라는 명의로 개설되었다. 1997년 홍콩 반환 이후에도 홍콩 특별행정구 정부에 정식으로 등록하지 않았음에도 불구하고 중화여행사의 업무는 계속됐다. 2000년에 이르러 중화인민공화국 정부는 중화여행사가 홍콩에서 계속 영업할 수 있는 조건을 제시하였으나 중화민국 대륙위원회는 그 상세한 사항을 밝히지 않았다.
2004년에는 새로 취임한 중화여행사의 총경리가 홍콩에 입국하기 위한 허가가 나오기까지 5개월이나 걸렸다. 마찬가지로 중화민국 정부의 다른 관계자도 홍콩 방문을 위한 사증 취득이 힘들었다. 2009년 중화여행사는 홍콩 국제공항에 사증 발급소를 개설하여 타이완을 방문하는 중국 여행자가 감중(金鐘)에 소재하고 있는 본사까지 가지 않고도 공항에서 사증을 받을 수 있도록 했다.
2011년 7월 4일 대륙위원회의 라이싱위안(賴幸媛) 주임위원이 주최하는 행사에서 중화여행사는 주홍콩 타이베이 경제문화판사처(駐香港臺北經濟文化辦事處)로 개칭되었다. 이로써 전세계 다른 나라에 있는 타이베이 경제문화대표처와 이름이 같아졌다. 이 명칭 변경은 양안 관계의 개선을 위한 시금석으로 인식되었다. 2011년 12월 19일에는 홍콩 정부가 타이완에 홍콩 경제무역문화판사처를 설립했다.
2021년 6월 20일에는 중화민국 정부가 주홍콩 타이베이 경제문화판사처 직원을 본국으로 소환한다고 밝혔다. 이는 홍콩 특별행정구 정부가 주홍콩 타이베이 경제문화판사처 직원들에게 하나의 중국 원칙을 지지하는 서약서에 대한 서명할 것을 요구했으나 이를 거부했기 때문이다. 이에 따라 주홍콩 타이베이 경제문화판사처는 타이완에서 파견한 직원들 없이 홍콩 출신 직원들에 의해 운영되었다. 2021년 12월 20일에는 감중에 위치한 리포 센터에서 완자이에 위치한 센트럴 플라자로 이전했다.

## 같이 보기
- 대륙위원회
- 타이베이 대표부
- 주마카오 타이베이 경제문화판사처
- 홍콩 경제무역문화판사처